# A Swissair 111-es járatának katasztrófája
A Swissair 111-es járata egy menetrend szerinti járat volt a New York-i John Fitzgerald Kennedy nemzetközi repülőtér és a genfi Cointrin nemzetközi repülőtér között. A gép közös üzemeltetésű járat volt a Delta Air Linesszal.
1998. szeptember 2-án a járat – egy McDonnell Douglas MD–11 típusú gép (gyártási száma 48448, lajstromjele HB-IWF) – az Atlanti-óceánba zuhant a Halifax Stanfield nemzetközi repülőtértől délnyugatra, Új-Skócia közelében. A katasztrófa helyszíne a tengerparttól 8 km-re volt, hozzá legközelebb egy Peggys Cove nevű halászfalu található. A fedélzeten tartózkodó 229 ember közül senki sem élte túl a balesetet.
A Kanadai Nemzeti Közlekedés Biztonsági Felügyelet (angolul Transportation Safety Board of Canada, TSB) nyomozása 4 évig tartott, és összesen 57 millió kanadai dollárt (39 millió amerikai dollár) emésztett fel. A vizsgálat a baleset okának a következőt állapította meg: a repülőgép szerkezetében felhasznált gyúlékony anyag lángra kapott, a legénység nem tudta megfékezni a tüzet, és elvesztette az irányítást a gép fölött, amely végül az óceánba zuhant.
A járat nagyon népszerű volt az ENSZ tisztviselői körében, utasai között gyakran fordultak meg üzletemberek és tudósok.

## A repülőgép és legénysége
A szerencsétlenül járt gépet 1991-ben gyártották. Csak a Swissair légitársaság használta, összesen 36 041 órát töltött a levegőben. A három repülőgépmotort a Pratt & Whitney nevű cég gyártotta. Az utastérben 241 ülést helyeztek el (12 az első-, 49 a business-, és 180 a turistaosztályon). Az első kettő egy szórakoztató-rendszerrel is fel volt szerelve.
Egy MD-11 típusú gép legénysége a kapitányból, egy első tisztből, és a légi utaskísérőkből áll. A Swissair 111-es járatán a személyzet minden tagját a svájci szabályok és a Közös Légügyi Hatóságok (angolul Joint Aviation Authorities, JAA) szerint képezték ki.

## A baleset
A gép a John F. Kennedy nemzetközi repülőtérről keleti parti idő szerint 20:18-kor szállt fel 215 utassal, 2 pilótával és 12 légi utaskísérővel.
Mivel a járat közös üzemeltetésű volt, a Delta Airlines 53 jegyet adott el a gépre. Az Air Canada nevű cég akkor épp sztrájk miatt nem indított járatokat, így sokan a Swissair gépét választották.
22:10-kor, Atlanti-óceáni idő szerint a repülő repülési szintje 10 058 méter volt (33 000 láb). Urs Zimmermann kapitány és Stephan Loew másodpilóta ekkor furcsa szagra lett figyelmes a pilótafülkében, amiből arra következtettek, hogy a gép légkondicionáló rendszerében füst van. Négy perccel később már láthatóvá vált a füst, és a pilóták elkezdtek gondolkodni, hogy egy közeli reptér felé veszik az irányt, ha esetleg egy gyors landolásra lenne szükség. 22:14-kor pan-pan jelzést adtak le (ez a kód azt jelenti, hogy a gép nincs közvetlen veszélyben). A repülőnek Boston felé, a Logan nemzetközi repülőtér felé kellett volna kitérnie, de mivel ez 480 km-re volt, a gépet a Halifax Stanfield nemzetközi repülőtérhez irányították, ami közelebb, 100 km-re volt. A pilótafülke legénysége feltette az oxigénmaszkokat, és megkezdte a süllyedést.
22:19-kor a gép már csak 30 mérföldnyire volt a reptértől, de több időre volt szükség a süllyedéshez. 22:20-kor a pilóták értesítették a légi irányítót, hogy üzemanyagot kell üríteniük, így a gépet elirányították a reptértől az óceán fölé. Az ellenőrzési listának megfelelően a személyzet lezárta az utastér áramellátását, amitől a gép ventilátorai is megálltak. Emiatt egy olyan vákuum keletkezett, ami a füstöt visszavezette a pilótafülkébe. 22:24-kor a legénység vészhelyzetet jelentett. A gép rendszerei, mint például a világítás, repülőgép-fedélzeti műszerek, és a robotpilóta elkezdtek meghibásodni, aminek következtében a pilóták fokozatosan elvesztették a gép fölötti irányítást. A halifaxi és monctoni szeizmográf mérései szerint a repülő helyi idő szerint 22:31-kor csapódott az óceánba.

## Utasok állampolgárság szerint
A legtöbb utas francia, amerikai, vagy svájci volt.
| Az összes utas nemzetiség szerint                | Az összes utas nemzetiség szerint | Az összes utas nemzetiség szerint | Az összes utas nemzetiség szerint |
| Nemzetiség                                       | Utasok                            | Személyzet                        | Összesen                          |
| ------------------------------------------------ | --------------------------------- | --------------------------------- | --------------------------------- |
| Afganisztán                                      | 1                                 | 0                                 | 1                                 |
| Kanada                                           | 3                                 | 0                                 | 3                                 |
| Kanada és Marokkó*                               | 1                                 | 0                                 | 1                                 |
| Kína                                             | 1                                 | 0                                 | 1                                 |
| Franciaország                                    | 41                                | 0                                 | 41                                |
| Franciaország és Egyesült Királyság*             | 1                                 | 0                                 | 1                                 |
| Franciaország és Amerikai Egyesült Államok*      | 2                                 | 0                                 | 2                                 |
| Németország                                      | 1                                 | 0                                 | 1                                 |
| Görögország és Amerikai Egyesült Államok*        | 1                                 | 0                                 | 1                                 |
| Görögország                                      | 1                                 | 0                                 | 1                                 |
| India                                            | 1                                 | 0                                 | 1                                 |
| Irán                                             | 1                                 | 0                                 | 1                                 |
| Irán és Amerikai Egyesült Államok*               | 1                                 | 0                                 | 1                                 |
| Izrael és Svájc*                                 | 1                                 | 0                                 | 1                                 |
| Olaszország                                      | 3                                 | 0                                 | 3                                 |
| Mexikó                                           | 1                                 | 0                                 | 1                                 |
| Oroszország                                      | 1                                 | 0                                 | 1                                 |
| Szaúd-Arábia                                     | 1                                 | 0                                 | 1                                 |
| Svájc                                            | 31                                | 13                                | 44                                |
| Svájc és Hollandia*                              | 1                                 | 0                                 | 1                                 |
| Svájc és Egyesült Királyság*                     | 2                                 | 0                                 | 2                                 |
| Svájc és Amerikai Egyesült Államok*              | 1                                 | 0                                 | 1                                 |
| Spanyolország                                    | 1                                 | 0                                 | 1                                 |
| Egyesült Királyság                               | 3                                 | 0                                 | 3                                 |
| Egyesült Királyság és Amerikai Egyesült Államok* | 2                                 | 0                                 | 2                                 |
| Amerikai Egyesült Államok                        | 110                               | 1                                 | 111                               |
| Jugoszlávia                                      | 1                                 | 0                                 | 1                                 |
| Összesen                                         | 215                               | 14                                | 229                               |

A csillaggal jelöltek kettős állampolgárok
A Swissair jelentése szerint 39 svájci, 30 francia, 137 amerikai, 1 kanadai, és 22 más nemzetiségű utas volt a fedélzeten. A légitársaság később javított: 132 amerikai (akik közül egy a Delta Air Lines légi utaskísérője volt), 41 svájci (beleértve a legénység 13 tagját), 30 francia, 6 brit, 3 német, 2 görög, 2 libanoni, 1 afganisztáni, indiai, iráni, orosz, szaúd-arábiai, spanyol, svéd, jugoszláv, valamint egy ember Saint Kitts és Nevisből, és 4 egyéb állampolgárságú utas utazott a járattal.

## Keresés és nyomozás
A vízzel való ütközés során a repülő darabokra tört, és a maradványok többsége az óceán mélyére süllyedt (55 m mélyre). Néhány törmelék a víz felszínén úszott és a katasztrófa utáni pár hét folyamán a közeli partszakasz mentén is találtak néhány roncsdarabot.
A keresés során először arra összpontosítottak, hogy megtalálják és azonosítsák az emberi maradványokat, valamint megtalálják a gép adat- és hangrögzítőjét. Ez hatalmas munkának bizonyult, mivel az ütközés ereje legalább 350 G lehetett, és a baleset helyszíne miatt keresésük csak a roncs kiemelésével párhuzamosan volt lehetséges. Csak egyetlen áldozatot lehetett vizuálisan azonosítani. 147 áldozatot fog- és ujjlenyomat, valamint röntgen egyeztetés alapján azonosítottak. A maradék 81 áldozatot DNS vizsgálat útján azonosították.
A pilótafülke hangrögzítőjét (CVR) és adatrögzítőjét (FDR) az Okanagan nevű kanadai tengeralattjáró találta meg hanglokátor segítségével. A tengerészet búvárjai hozta fel őket pár nappal a baleset után. Ellenben mindkettő elromlott 5 perc és 37 másodperccel a becsapódás előtt, mivel ekkor szűnt meg a repülő áramellátása.
A kutatást és a vizsgálatot a Kanadai Nemzeti Közlekedés Biztonsági Felügyelet (angolul Transportation Safety Board of Canada, TSB) irányította, de a katonaság, a válságkoordináló csoport (angolul Crisis Coordination Group, CCG), a Kanadai Királyi Lovasrendőrség (angolul Royal Canadian Mounted Police, RCMP) és sok más szervezet is segített a nyomozásban. A roncs és törmelékek helyének megállapításához és kiemeléséhez hanglokátorokat, lézeres detektorokat és távvezérlésű járműveket is használtak. A kiemelést először búvárok végezték, de feladatukat később mélytengeri távirányítású robotok vették át.
1998. október 2-án került sor a gép legnagyobb, egészben maradt részének kiemelésére. Ekkorra a roncs 21%-át emelték ki.
A nyomozás ezen szakaszában úgy gondolták, hogy a katasztrófát a pilótafülke hibás huzalozása okozta, aminek következtében a gép szórakoztató-rendszere túlmelegedett. Sok egyesület úgynevezett repülés biztonsági javaslatokat helyezett kilátásba, hogy megakadályozzák a hasonló eseteket. A TSB előzetes jelentése 2000. augusztus 30-ára készült el, de a végleges jelentés 2003-ra lett csak kész.
A roncs kiemelésének végső fázisát – a maradék törmelékek kikotrását – a Queen of the Netherlands nevű hajó végezte el. 1999 decemberében fejeződtek be a munkálatok, a gép 98%-át találták meg és hozták a felszínre. Ez megközelítőleg 126 554 kg törmeléket és 18 144 kg rakományt jelent.

### A nyomozás
Körülbelül 2 millió roncsdarabot hoztak a felszínre, amit egy Sheet Harbourbe-ben, Új-Skóciában található ipari parkba szállítottak megvizsgálásra. Itt az apró darabokat az RCMP munkatársai kézzel vizsgálták meg, hátha emberi maradványokról, az utasokhoz tartozó ingóságokról és értékpapírokról, vagy a gép rakományából származó értéktárgyakról van-e szó. Ezután a Kanadai Kötelék Bázis Shearwater-i központjába szállították, ahol több mint 350, különböző szervezetekhez tartozó nyomozó vizsgálta meg.
A roncs minden egyes darabját óvatosan letisztították édesvízzel, lemérték, és csoportosították aszerint, hogy hol volt a gépen, és mennyire fontos a nyomozás szempontjából. Azokat a darabokat, amiknek nem tulajdonítottak nagy jelentőséget, nagy dobozokban tárolták a hozzájuk hasonló darabokkal együtt. Amikor egy doboz megtelt, lemérték, és egy rendelésre épített átmeneti blokkba vitték (J-Hangár), ahol hosszú távon tárolták őket. Ha a nyomozás szempontjából lényeges darabot találtak, lefotózták, dokumentálták, és abban a hangárban maradt, ahol a vizsgálat folyt. Különösen azokra a törmelékekre figyeltek, amiken égésnyomokat vagy más szokatlan jeleket találtak.

#### A pilótafülke és az adatrögzítő
A repülő elülső tíz méteres részét, a pilótafülkétől egészen az utastér első osztályának pár soráig, rekonstruálták. Ez segített a nyomozóknak megállapítani, hogy a tűz milyen heves volt, mekkora kárt okozott, valamint honnan eredt, és milyen irányba terjedt.
A feketedoboz 30 percig működött, így csak a repülés utolsó fél óráját rögzítette. A hanganyag a kanadai törvényeknek megfelelően nem került nyilvánosságra. A légiforgalom irányítás hangfelvételeit már nem védik ilyen szigorúan: ezeket csak jogi eljárások során nem használhatják. Ennek következtében ezen felvételek írásos változatát napokkal a katasztrófa után nyilvánosságra hozták. Magát a hanganyagot 2007 májusában tették közzé.

### A TSB megállapításai
A nyomozás végső jelentésében 11 okot és tényezőt említenek, ami hozzájárult a katasztrófához. Az első és legfontosabb az alábbi:
A gép gyártásakor olyan anyagokat is felhasználtak, amik tűzveszélyesek és ha meggyulladnak, táplálják és terjesztik a tüzet. A járaton egy gyúlékony anyag lángra kapott, a tűz keletkezésének helye a pilótafülke hátsó falához közel, a mennyezet jobb oldalán volt. A tűz gyorsan terjedt és egyre intenzívebb lett. Kárt okozott a repülő rendszerében és a pilótafülke környezetében, ami végül a gép fölötti irányítás elvesztéséhez vezetett.
A szórakoztató-rendszerben bekövetkezett elektromos kisülés nem aktiválta az árammegszakítókat. A nyomozás kezdeti szakaszában nem volt bizonyos, hogy ez a kisülés volt-e a katasztrófa kiváltó oka. A pilóták nem érzékelték, hogy tűz keletkezett, és a műszerek sem jelezték ezt. Amikor tudomást szereztek a veszélyről, még nehezebbé tette a probléma megoldását az, hogy nem tudták, milyen súlyos a baj. A tűz gyors terjedése miatt a kijelző műszerei sorra mondták fel a szolgálatot, és ez végül a gép fölötti irányítás elvesztéséhez vezetett. A műszerek kialvása miatt a pilóta kénytelen volt vakon vezetni a repülőt, aminek következtében a gép eltért az útiránytól, és az Atlanti-óceán felé sodródott. A megtalált törmelékek arra utalnak, hogy a pilótafülkén belül akkora hőség keletkezett, hogy a mennyezet olvadni kezdett.
A megtalált helyzetjelző és sebességjelző alapján a nyomozók megállapították, hogy a repülő 560 km/órás sebességgel csapódott az óceánba, 20 fokkal orral lefelé, 110 fokos dőlési szögben, vagy legalábbis majdnem fejjel lefelé. Az ütközés után kevesebb mint egy másodperccel a gép teljesen szétzúzódott, fedélzetén mindenki szinte azonnal meghalt a becsapódás után.
A TSB megállapítása szerint a tűz gyors terjedése miatt akkor sem lett volna képes a gép biztonságos landolást végrehajtani a Halifaxi reptéren, ha a személyzet pontosan ismeri a problémát, és a "pan-pan" jelzést követően azonnal megkezdi a repülőtér megközelítést.

### A TSB javaslatai
A TSB kilenc javaslatot tett a katasztrófa után, ezek a gép anyagában és az elektromos rendszerekben hoztak változást. A feketedobozokat is érintette néhány javaslat, mivel mindkét adatrögzítő megállt, amikor hat perccel a becsapódás előtt megszűnt az áramellátás. A tűzesetekre irányuló ellenőrzési listát is megváltoztatták, valamint a tűzjelzésre és a fedélzeten található tűzoltó felszerelésekre vonatkozó szabályokat is átalakították. A kiképzésben is megváltoztatták az ehhez kapcsolódó tananyagot, és a FAA szabványokban szintén széles körű változtatásokra került sor.
A feketedobozok felvételeinek utolsó hat percének hiánya a katasztrófa okainak vizsgálatát rendkívül bonyolulttá és hosszúvá tette. A Transportation Safety Board csoportjának csak a törmelékek és a roncsdarabok álltak rendelkezésére, hogy rekonstruálni tudják ezen hat perc eseményeit. Mivel itt milliónyi törmelékről és maradványról van szó, ez a folyamat igen hosszú és fáradságos munka volt. A nyomozás a kanadai történelem leghosszabb és legdrágább nyomozása volt közlekedési szerencsétlenség kapcsán, öt év alatt összesen 57 millió kanadai dollárt emésztett fel.

## A katasztrófa után

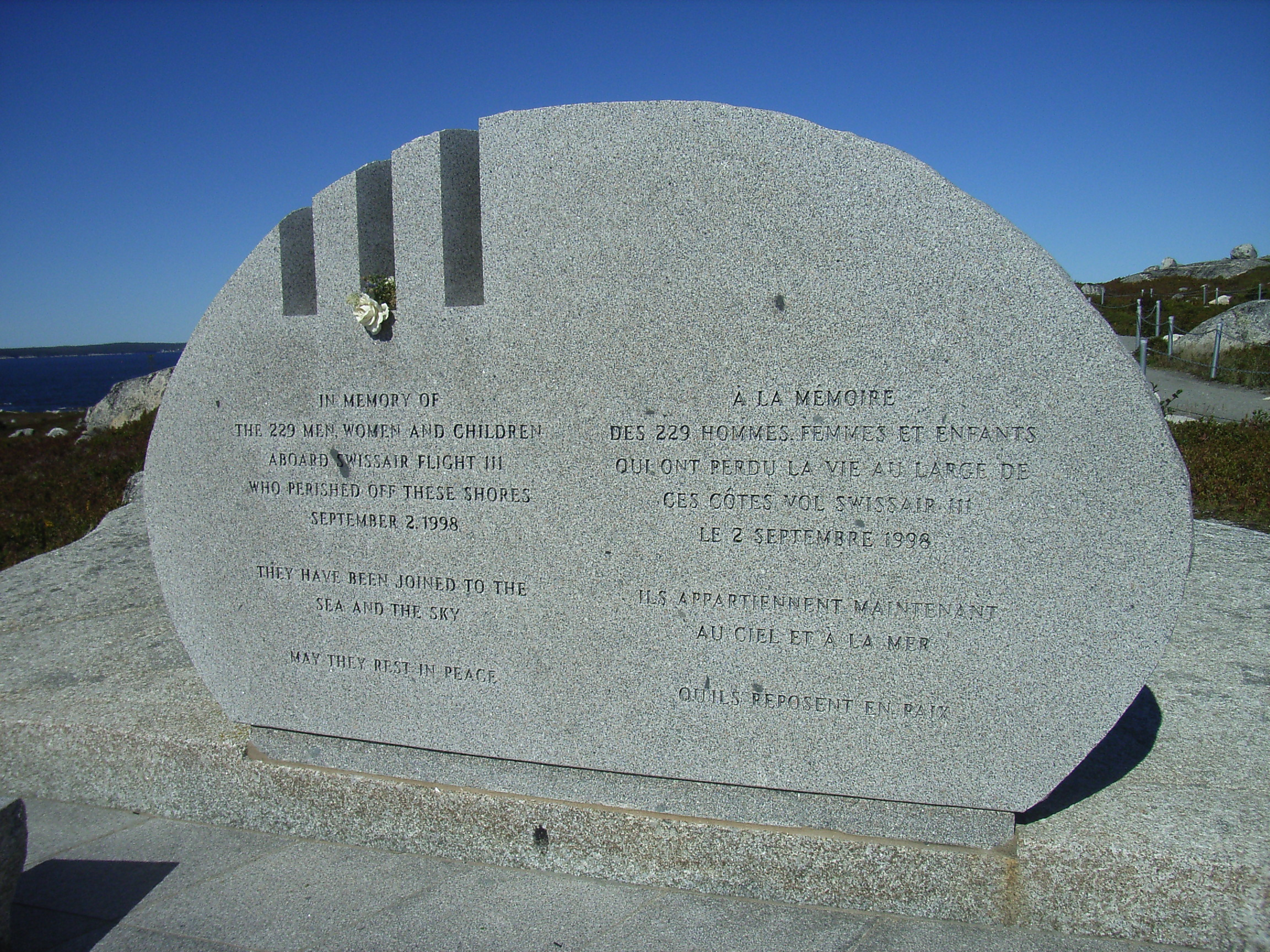
A Peggys Cove közelében található emlékmű

A kanadai kormány két emlékművet állíttatott a katasztrófában elhunytak emlékére. Az egyik a szerencsétlenség helyétől keletre, Peggys Cove-tól egy kilométerre északra található. Az emlékmű egy hegyfokon áll, a hely neve Whalesback. A másik kevésbé nyilvános, de sokkal nagyobb, mint az előző. A katasztrófa helyszínétől nyugatra, a Aspotogan Peninsula-i Bayswater Beach Provincial Park közelében található. Az utasok nem azonosított maradványai is itt vannak eltemetve. Az emlékművek karbantartására jótékonysági szervezetet hoztak létre, és az emlékművet törvény védi. Több jótékonysági szervezetet is létrehoztak a katasztrófa kapcsán, az egyik ilyen például az egyik fiatal louisianai áldozat nevét viseli, és a rászoruló gyerekeken segít.
1999 szeptemberében a Boeing és a Swissair teljes kártérítést ajánlott fel az áldozatok családtagjainak. Ezt ők visszautasították, és egy 19,8 milliárdos pert indítottak a Swissair és a DuPont ellen (a DuPont cég szállította a polietilén-tereftalát műanyagot, ami a gép szigetelő burkolata volt). Egy amerikai szövetségi bíróság elutasította a vádat 2002 februárjában.
A szerencsétlenségben megsemmisült Pablo Picasso egyik festménye, valamint egy másik műalkotás is, amit nem tudtak beazonosítani.
A Swissair a Genf-New York járatnak a 139-es számot adta a katasztrófa után.
A Swissair 111-es járatáról sok dokumentumfilmet készítettek, többek között a History Channel Az évszázad katasztrófái, a Discovery Channel Légikatasztrófák, és a PBS NOVA Aircrash című sorozata is feldolgozta a tragédiát. Egy filmet is készítettek a szerencsétlenségről, a címe: Kegyelet, a Swissair 111 katasztrófája.
2007 májusában a TBS nyilvánosságra hozta a légiforgalom-irányítás hanganyagának másolatát. A hanganyag írott változata a katasztrófa után napokkal nyilvánosságra került, de a TBS magát a felvételt nem hozta nyilvánosságra titoktartás miatt. Azzal érvelt, hogy a kanadai törvényeknek megfelelően a felvételen személyes információ is elhangzik, ezért nem lehet közzétenni. A bíróság nem fogadta el ezt az érvet és visszadobta az ügyet 2006-ban. A TBS végül a kanadai sajtóban tette közzé a légiforgalom-irányítás és a Swissair 111-es járata közti beszélgetés hanganyagát. A Toronto Star honlapján található egy felvétel, amelyen a katasztrófa legfontosabb pillanatai hallhatóak.

## Fordítás
- Ez a szócikk részben vagy egészben  a   Swissair Flight 111 című angol Wikipédia-szócikk ezen változatának fordításán alapul.  Az eredeti cikk szerkesztőit annak laptörténete sorolja fel. Ez a jelzés csupán a megfogalmazás eredetét és a szerzői jogokat jelzi, nem szolgál a cikkben szereplő információk forrásmegjelöléseként.

### Angolul
- PlaneCrashInfo.Com – A Swissair 111 járatához tartozó bejegyzés
- Swissair111.org A Swissair 111 katasztrófája
- PBS NOVA: A 111-es járat katasztrófája
- A HB-IWF lajstromjelű gép a genfi reptéren 1998 januárjában
- A Swissair 111-es járata utáni nyomozás: The Nature of Things (videó)
- Kegyelet: A Swissair 111 katasztrófája az IMDb-n
- A bayswateri emlékműről készült képek
- A whalesbacki emlékműről készült képek
- Imaging Takes on the Swissair Disaster
- A légiforgalom irányító hangfelvétele Archiválva 2016. február 4-i dátummal a Wayback Machine-ben
- Elkezdik kiemelni a Swissair 111-es járat roncsait CNN
- Az áldozatok névsora CNN
- Gyászoló családok érkeznek Európából és New Yorkból a katasztrófa színhelyére CNN
- A Swissair adatlapja a CNN honlapján Archiválva 2008. november 12-i dátummal a Wayback Machine-ben
- A Swissair lecseréli a MD-10-es gépei sokat vitatott szigetelését CBC

### Magyarul
- Kutatják a Swissair-katasztrófa okait[halott link]